# Ónod
Ónod är en ort i Ungern.   Den ligger i provinsen Borsod-Abaúj-Zemplén, i den nordöstra delen av landet, 150 km öster om huvudstaden Budapest. Ónod ligger 102 meter över havet och antalet invånare är 2 461.
Terrängen runt Ónod är platt. Runt Ónod är det ganska tätbefolkat, med 83 invånare per kvadratkilometer. Närmaste större samhälle är Miskolc, 14,9 km nordväst om Ónod. Trakten runt Ónod består till största delen av jordbruksmark.